# عبد الله بهمن
عبد الله بهمن (28 سبتمبر 1983 -)، ممثل كويتي.

## حياته
هو خريج «المعهد العالي للفنون المسرحية»  بدأ حياته الفنية من خلال المسرح الشبابي. أعلن بنهاية العام 2012 زواجه من الممثلة هنادي الكندري  إلا أنه انفصل عنها ثم تزوّج من فتاة من خارج الوسط الفني عام 2015، إلا أنه انفصل عنها،في يونيو 2019 أعلن زواجه للمرة الثالثة وفي 9 ديسمبر 2020 رزق بمولودة وأسماها مريم 

## أعماله

### من المسلسلات
- 2007 - شاهين.
- 2007 - عرس الدم.
- 2008 - سقوط الأقنعة.
- 2008 - وشاءت الاقدار.
- 2009 - عمر الشقا.
- 2009 - قلوب لإيجار.
- 2009 - رصاصة رحمة.
- 2009 - قلوب حائرة.
- 2009 - للإسرار خيوط.
- 2009 - السجينة.
- 2010 - قصة هوانا - حلقات منفصلة.
- 2010 - كريمو.
- 2010 - الصراع.
- 2010 - زوارة خميس.
- 2010 - إخوان مريم.
- 2010 - الاسباط.
- 2011 - الحسن والحسين.
- 2011 - علمني كيف انساك.
- 2011 - الثمن.
- 2012 - الحب المستحيل - حلقات منفصلة.
- 2012 - بين الماضي والحب.
- 2012 - غريب الدار.
- 2012 - مجموعة إنسان.
- 2012 - درب الوفا.
- 2012 - سكن الطالبات.
- 2013 - مطلقات صغيرات.
- 2014 - صديقات العمر.
- 2014 ذيب السرايا.
- 2015 - بقايا ألم.
- 2015 - أحببتك منذ الصغر.
- 2015 - لو أني أعرف خاتمتي.
- 2016 - خيانة وطن.
- 2016 - المسافات
- 2018 - محطة إنتظار
- 2018 - الجسر
- 2019 - عشاق رغم الطلاق
- 2020- الكون في كفة
- 2020-محمد علي رود
- 2020-أمي دلال والعيال
- 2021- الناموس - بدور نبيل
- 2021- مطر صيف
- 2022-حريم طارق
- 2024-شباب البومب 12
- 2025-شباب البومب 13
- 2025-سدف

### من الأفلام
- 2008 - كيوت.
- 2014 - أليسا خطفها جميل.
- 2017 - سفرة 5 نجوم.
- 2018 - دوائر الخطر.
- 2018 - بو عيون.

### من المسرحيات
- 2010 - بيت المرحوم.
- 2012 - مصباح زين.
- 2013 - الدمية القاتلة.
- 2014 -الصيده بلندن
- 2015 -الطمبور
- 2016- ساعة موريس
- 2017- فانتازيا
- 2018-الخفافيش
- 2021- كومبارس
- 2025-زرقون و المصباح الأزرق

## روابط خارجية
- عبد الله بهمن على موقع قاعدة بيانات الأفلام العربية
- عبد الله بهمن على موقع قاعدة بيانات الفيلم (الإنجليزية)